# Мостовая (Ирбитское муниципальное образование)
Мостовая — деревня в Свердловской области России, входит в Ирбитское муниципальное образование. 

## Географическое положение
Деревня Мостовая расположена в 57 километрах (по дороге в 71 километре) к югу-юго-западу от города Ирбита, на правом берегу реки Ляги (правого притока реки Ирбит), в устье правого притока — реки Мостовушки. В 3 километрах к северу от деревни расположен остановочный пункт 205 км Свердловской железной дороги.

## История деревни
Слово мост означало деревянные тротуары, причалы, пол в сенях (всё, что вымощено и ровно застелено).
В 1977 году к деревне была присоединена слившаяся с ней деревня Малая Шмакова.

## Население
| 2002 | 2010 | 2021 |
| ---- | ---- | ---- |
| 240  | ↘192 | ↘137 |